# Ekim Kara

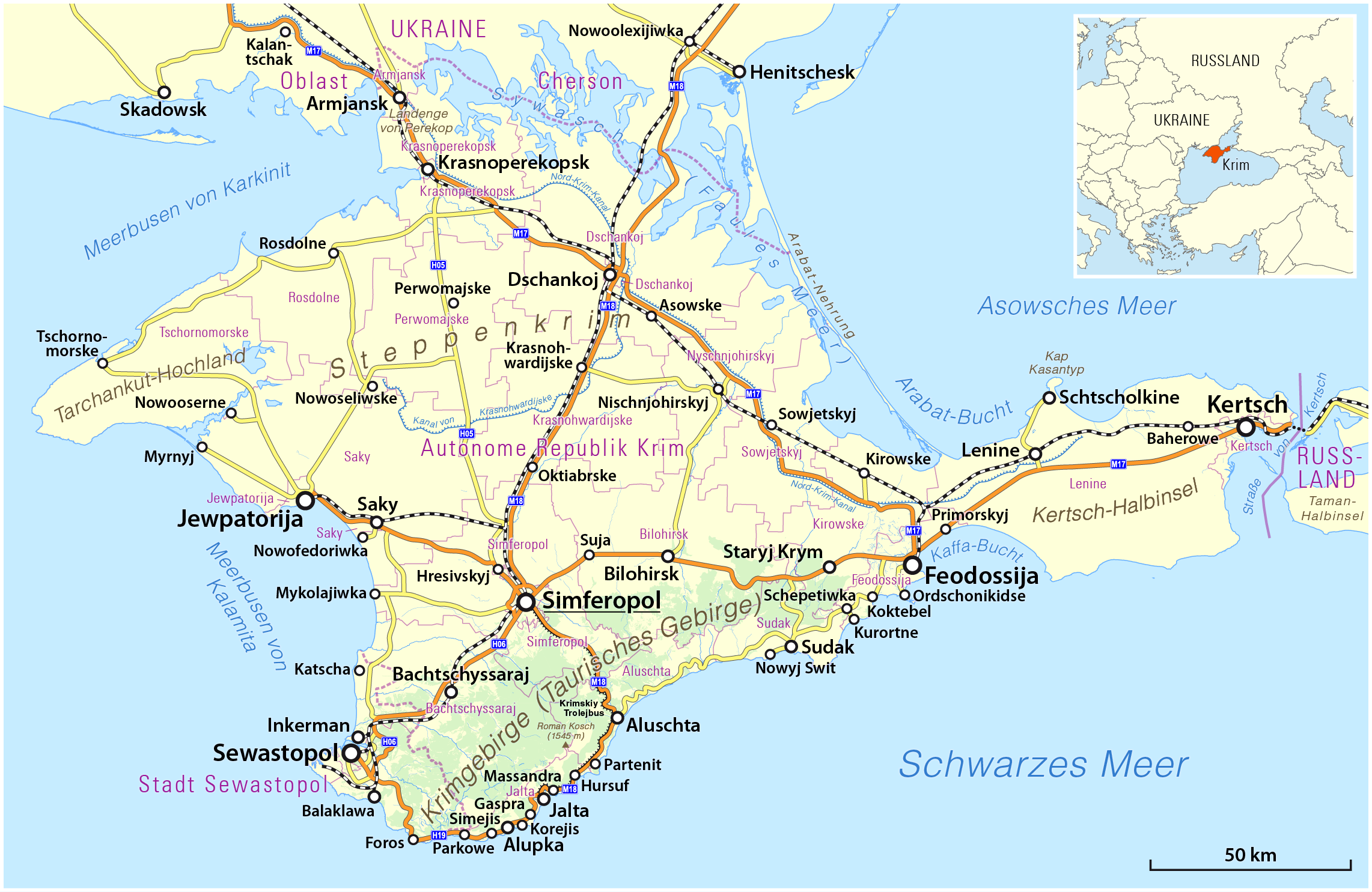
Karte der Krim mit Sudak

Ekim Kara (ukrainisch Екім-Кара; russisch Эким Кара) ist eine alte autochthone Rotweinrebe aus dem Sonnental (44° 52′ 27″ N, 35° 6′ 16″ O; ukrainisch сонячна долина, russisch солнечная долина) der südlichen Sudak-Region der Halbinsel Krim. Nach morphologischen Merkmalen und biologischen Eigenschaften gehört Ekim Kara zur ökologischen und geografischen Gruppe der orientalischen Weinreben.
Aus den Trauben wird der gleichnamige Likörwein Schwarzer Doktor (in der Übersetzung ukrainisch Чорний доктор Tschornyj doktor; russisch Чёрный доктор Tschorny doktor, häufige Schreibung Черный доктор) gekeltert. Die Weinberge liegen auf kiesig-lehmigen Böden und teils im Tal wächst die Rebe auch auf Kalkschiefer- und Kiesböden.

## Ampelographische Sortenmerkmale

### Der junge Trieb
Die Länge beträgt etwa 18–20 cm, die Krone ist leicht behaart, die Ränder der Oberseite sind hellrosa. Die Ober- und Unterseite der ersten beiden Blätter sind hellrosa mit einer braunen Tönung und einer leichten weichen kurzen Behaarung. Bei nachfolgenden Blättern verschwinden diese Merkmale fast und die Blätter werden hellgrün. Charakteristisch für den jungen Trieb der Sorte sind die abgerundete Form der Blätter und ihre schwachen Einschnitte (Dissektion).

### Der einjährige Trieb
Die Internodien sind hell grau gelb, gefurcht. Die Knoten sind leicht sichtbar und haben eine etwas dunklere Farbe als die Internodien. Die Blätter sind mittelgroß (16 cm lang, 14–15 cm breit), rundlich, leicht eingeschnitten, drei lappig, fast ganzrandig. Die Blattspreite ist fein blasig, leicht gewellt und trichterförmig, die Blattadern lila-rosa und der Endlappen ist rechteckig, selten stumpf. Die oberen Kerben sind klein, offen, schlitzförmig oder haben die Form eines einspringenden Winkels. Die unteren Kerben fehlen oder sind in Form einer einspringenden Ecke offen. Die Blattstielkerbe ist mit einer schmalen elliptischen Öffnung und einer deutlichen Überlappung der Lappen verschlossen, oft ohne Öffnung, selten offen und leierförmig mit spitzem Boden. Die Zähnchen an den Enden der Lappen und die Zähnchen am Rand sind klein und kuppelförmig. Die Unterseite des Blattes weist entlang der Adern eine kleine, dichte, borstige spinngewebsartige Behaarung auf. Die Blattstiele sind weinrot, kürzer oder gleich der Mittelader.

### Die Blüte
Der Blütentyp ist funktional weiblich und besitzen fünf oder sechs Staubblätter mit kurzen, stark nach unten gebogenen Staubfäden (Filamente). Der Fruchtknoten ist schmal konisch, gerippt und hat einen sehr kurzen Griffel. Die Narbe ist groß, kopfförmig.

### Die Traube

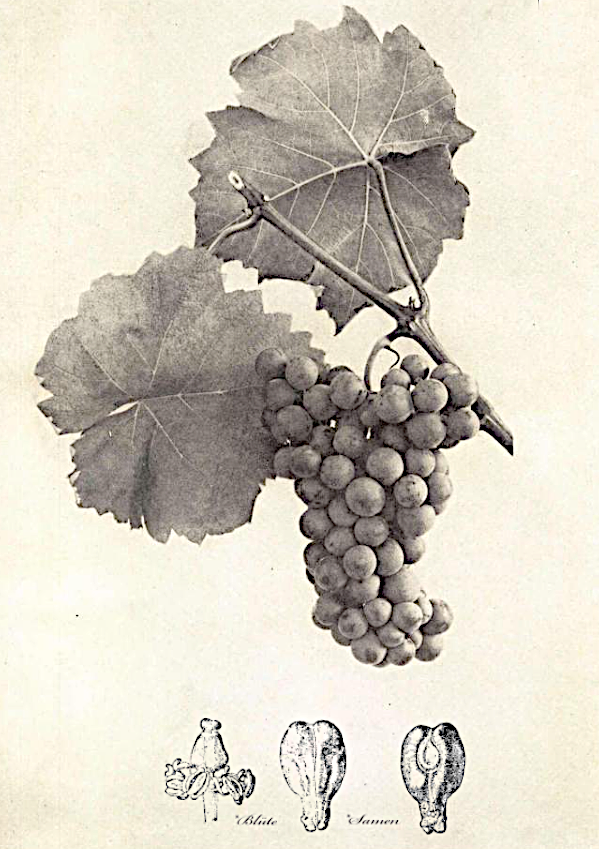
Ekim Kara Weinrebe mit Samen und Blüte von Alexander Alexandrowitsch Iwanow (Winzer) (1870–1946)

Die Trauben sind mittelgroß bis groß (16–18 cm lang, 12–14 cm breit), breit konisch, oft an der Basis mit stark bewachsenen Lappen (unbestimmte Form), mitteldicht oder locker. Der Stiel des Bündels (4–5 cm lang) ist fast bis zum Gelenk verholzt und hängt im rechten Winkel vom Gelenk herab. Wenn die Traube an der Verbindungsstelle reif ist, bricht sie leicht ab. Der Stiel der Beere (4–5 mm lang) geht in eine scheibenförmige Warzenpolsterung über, die bei Reife rötlich ist. Der Stiel ist kurz, mit roten Adern und lässt sich leicht von der Beere trennen.

### Die Traubenbeere
Die Beeren sind mittelgroß und groß (15–20 mm Durchmesser), rund, seltener leicht oval und von schwarzer Farbe. Die Schale ist ziemlich dick, kräftig und reichlich mit einer Wachsschicht bedeckt. Das Fruchtfleisch ist saftig, angenehm im Geschmack mit guter Süße und leichter Säure. Beim Zerkleinern der Beere fließt nach einigen farblosen Tropfen ein leicht gefärbter Saft heraus, dessen Farbe bei weiterem Zerkleinern immer intensiver wird. Ihr Gewicht beträgt 2–3 Gramm.

### Der Samen
Die zwei oder vier Samen sind groß (7,5 mm lang, 4–4,5 mm breit), länglich-oval, braun mit einer roten Tönung. Die Samenanlage ist verkehrt eiförmig, sich zum oberen Teil des Samenkörpers hin verjüngend und niedergedrückt. Die Rillen auf der Bauchseite sind gut ausgeprägt und gehen nach oben auseinander. Die Spitze ist zylindrisch mit warziger Oberfläche, auf der Rückseite abgeschrägt und am Ende gegabelt.

## Weitere Eigenschaften und Merkmale

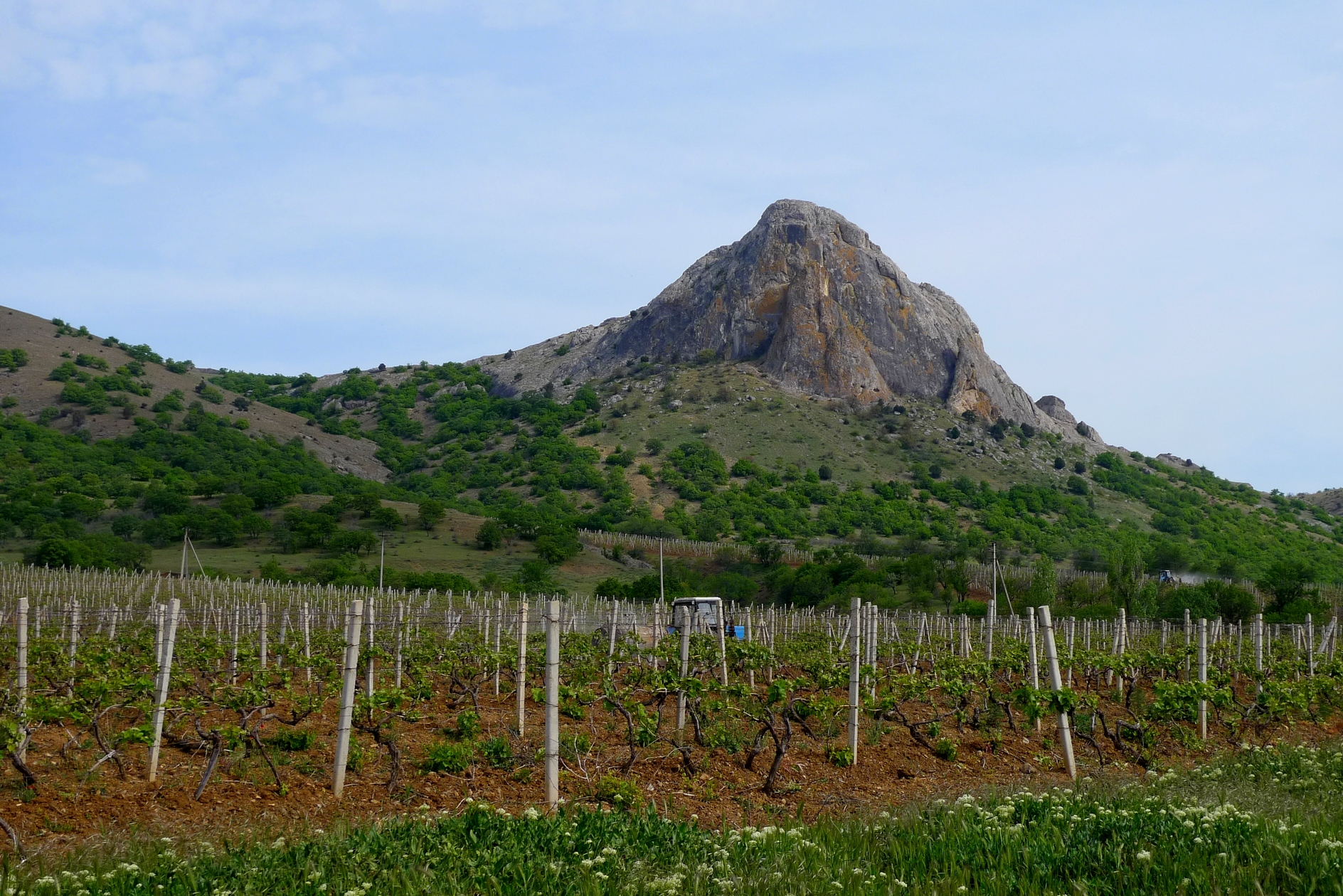
Weinstöcke im Sonnental bei Sudak

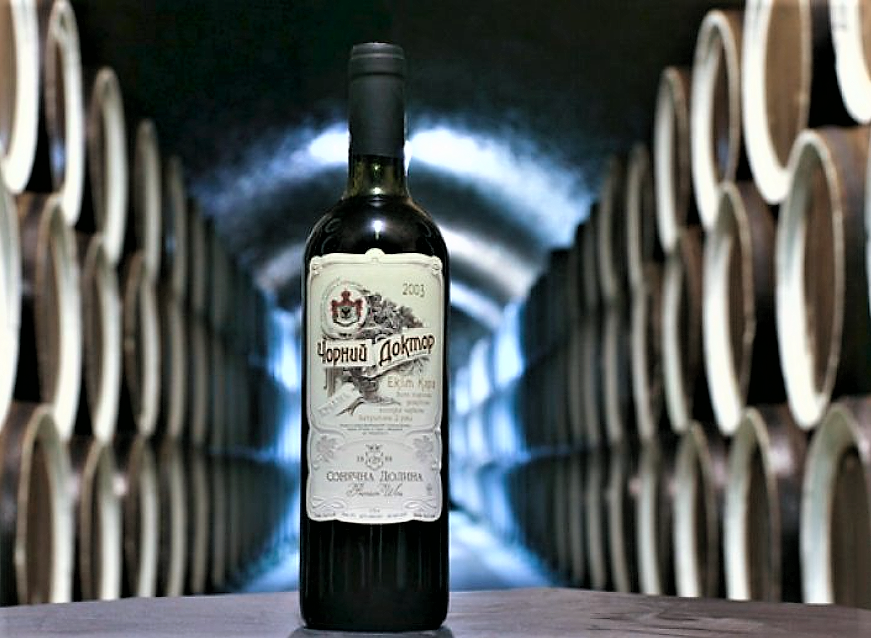
Чорний доктор Екім-Кара – Schwarzer Doktor Jahrgang 2003 (Verschnitt mit Ekim Kara)

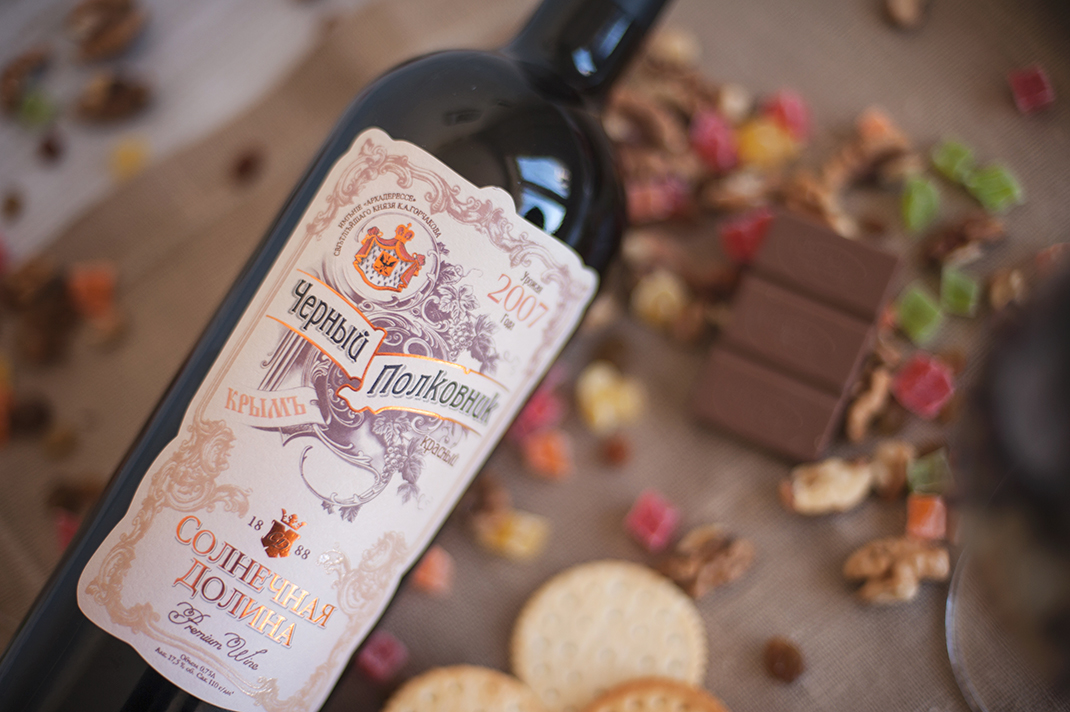
Черный полковник – Schwarzer Oberst (Verschnitt mit Ekim Kara)

- Für die Bestäubung von Ekim Kara findet insbesondere die Sorten Saperavi und Dschewat Kara Verwendung.
- Der Zuckergehalt der Traubenbeeren beträgt bei der Ernte 22 Brix pro 100 ml Fruchtsaft und der Säuregehalt pro Liter beträgt 6–8 Gramm
- Die  Frostbeständig beträgt bis – 23 Grad Celsius
- Die Reifezeit der Beeren variiert zwischen 130 und 157 Tagen (spät reifend)
- Der Rebenrückschnitt erfolgt in den Wintermonaten bis auf 4 bis 8 Augen (Knospen).
- Die Traubenlese erfolgt per Hand
- Trocknet an der Rebe ohne zu verschimmeln[4][2]

## Synonyme
- Ekim Gara
- Ekim Qara
- Ukjm Kara[5]

Mit der Bezeichnung Kefessija (Кефесія auch Kefessiya) (Doktorsky Chernyi = Schwarzer Doktor) gibt es eine weitere autochthone Rebsorte aus der Region Sudak, die für den Verschnitt zur Herstellung des gleichnamigen Likörweins und des Schwarzen Oberst (Черный полковник) verwendet wird.